# R̥
Cette page contient des caractères spéciaux ou non latins. S’ils s’affichent mal (▯, ?, etc.), consultez la page d’aide Unicode.
R̥ (minuscule : r̥), appelé R rond souscrit, est un graphème utilisé dans les romanisations ALA-LC de l’assamais, du gujarati, de l’hindi, du kannada, du khmer, du malayalam, du marathi, du mongol, de l’oriya, du sanskrit, du sinhalais, du télougou, et du tibétain.
Il s'agit de la lettre R diacritée d'un rond souscrit.

## Utilisation
Lors de la 10e conférence des orientalistes de Genève de 1894, Ferdinand de Saussure recommande d’utiliser r̥ et l̥ au lieu de ṛ et ḷ pour translittérer les consonnes syllabiques (par exemple ऋ et ऌ du devanagari) et de la même manière d’utiliser m̥ et n̥ au lieu de ṃ et ṇ.
Les romanisations ISO 15919 et ALA-LC utilisent le r̥ pour translittérer le r syllabique du devanagari, l’écriture bengali, l’écriture gujarati, l’écriture odia, l’écriture kannada, l’écriture télougou, l’écriture malayalam et l’écriture cingalaise. Il est par exemple utilisé dans la translittération de हॄदयसूत्र Hr̥dayasūtra (Sūtra du Cœur) ou कृष्ण Kr̥ṣṇa (Krishna).
L'alphabet phonétique international s'en sert pour noter la consonne roulée alvéolaire sourde.

## Représentations informatiques
Le R rond souscrit peut être représenté avec les caractères Unicode suivants :
- décomposé (latin de base, diacritiques) :

| formes    | représentations | chaînes de caractères | points de code | descriptions                                        |
| --------- | --------------- | --------------------- | -------------- | --------------------------------------------------- |
| majuscule | R̥               | R◌̥                    | U+0052 U+0325  | lettre majuscule latine r diacritique rond souscrit |
| minuscule | r̥               | r◌̥                    | U+0072 U+0325  | lettre minuscule latine r diacritique rond souscrit |

## Sources
- ALA-LC Romanization Tables.
- (en) « Tenth International Congress of Orientalists held at Geneva », Journal of the Royal Asiatic Society of Great Britain and Ireland,‎ 1895, p. 879-892 (lire en ligne)
- (en) « 10th International Congress of Orientalists held at Geneva », Proceedings of the Asiatic Society of Bengal,‎ 1895, p. 120-129 (lire en ligne)
- Xe Congrès international des orientalistes, session de Genève : Rapport de la commission de transcription, 1894 (lire en ligne), p. 10